# Brenda Ibáñez
Brenda Xiomara Ibáñez Viera (Santa Cruz de la Sierra, Bolivia; 30 de abril de 1995)  es una modelo y reina de belleza boliviana que participó en el certamen de Miss Bolivia 2014 como Srta. Litoral 2014  resultando  como Segunda Finalista de dicho certamen realizado el 30 de julio de 2014. Y también fue designada como Miss Continente Unidos Bolivia 2014 quien representó a Bolivia en el Miss Continentes Unidos 2014.

## Biografía
Brenda Xiomara Ibáñez nació el 30 de abril de 1995 en Santa Cruz de la Sierra, sus padres son Graciela Viera y Ricardo Ibáñez y es la mayor de dos hermanas: Mylenka y Jean Carla Ibáñez Viera.  Es originaria de Colpa, Bélgica, poblado de la tercera sección municipal de la provincia Sara, de Santa Cruz, a su temprana edad de Brenda fue ganadora de varios concursos de belleza, fue Reina de la Juventud 2011,  Reina Plurinacional del Deporte 2012 y Reina de la agrupación “Alianza Carnavalera” 2013.
Brenda es secretaria ejecutiva graduada del instituto ‘Domingo Savio’, actualmente estudia Comunicación Social en la Universidad NUR y sueña con ser una gran periodista. La joven se considera una admiradora del papa Francisco. “Lo admiro por su capacidad de entrega e innovación religiosa, por su sencillez, humildad y entrega a la gente”.
Uno sus pasatiempos preferidos es la lectura de buenas obras literarias como Cien años de Soledad, del célebre autor colombiano Gabriel García Márquez, su escritor favorito, así también, administra bien su tiempo, pues practica a diario su otra pasión, que es el vóleibol.

## Miss Santa Cruz 2014
Brenda representando a Colpa, Bélgica concursó en el  Miss Santa Cruz 2014 en la cual en la noche final del 17 de mayo de 2014 en San José de Chiquitos Brenda resultó Srta. Litoral 2014 (4.ª finalista), pero ganó el título previo de Miss Cielo. La cual fue superada por Camila Lepere, Joselyn Toro y Andrea Forfori.

## Miss Bolivia 2014
La noche del 31 de julio de 2014 se llevó a cabo la final del certamen de belleza nacional más importante en Bolivia donde 23  candidatas se disputaron el título de Miss Bolivia. Al final de la noche del Miss Bolivia 2014 Brenda resultó como Segunda Finalista en el Salón de los Sirionó Fexpo la cual ganó la corona Romina Rocamonje representante del Beni.

## Miss Continentes Unidos 2014
Brenda Ibáñez Viera, fue designada por la Agencia Promociones Gloria, representar a Bolivia en el Miss Continentes Unidos 2014 en Guayaquil, Ecuador el certamen terminó el sábado 13 de septiembre, en el cual no logró clasificar entre las finalistas.